# Ascoli Calcio 1898 2006-2007
Questa pagina raccoglie i dati riguardanti l'Ascoli Calcio nelle competizioni ufficiali della stagione 2006-2007.

## Stagione
Nella stagione 2006-2007 l'Ascoli disputa il sedicesimo campionato di massima serie della sua storia raccoglie 27 punti con il penultimo posto, retrocedendo in Serie B. La squadra bianconera non riesce a raggiungere la salvezza, ma dopo un girone d'andata avaro di risultati, chiuso con soli 9 punti all'ultimo posto, è riuscita a riscattarsi parzialmente in quello di ritorno nel quale ha ragrannellato 18 punti, evitando quantomeno l'ultima posizione in classifica proprio nella giornata conclusiva, battendo (2-1) il Cagliari e superando il Messina in classifica. La stagione è iniziata con l'allenatore Attilio Tesser fino alla sconfitta interna (0-1) con l'Empoli del 12 novembre 2006, poi al suo posto Nedo Sonetti fino al termine. Il croato Sasa Bjelanovic con 7 reti è stato il più prolifico attaccante ascolano. Nella Coppa Italia l'Ascoli nel primo turno ha superato il Cervia, mentre nel secondo turno è stato superato dal Napoli.

## Rosa
Rosa aggiornata al 2 febbraio 2015.
| N. |                     | Ruolo | Calciatore           |
| -- | ------------------- | ----- | -------------------- |
| 1  | Italia (bandiera)   | P     | Gianluca Pagliuca    |
| 2  | Italia (bandiera)   | D     | Massimo Gotti        |
| 3  | Serbia (bandiera)   | D     | Aleksandar Luković   |
| 3  | Italia (bandiera)   | D     | Stefano Lombardi     |
| 4  | Italia (bandiera)   | D     | Marco Pecorari       |
| 5  | Italia (bandiera)   | D     | Michelangelo Minieri |
| 6  | Italia (bandiera)   | D     | Mirko Cudini         |
| 6  | Italia (bandiera)   | C     | Luis Fernando Centi  |
| 7  | Italia (bandiera)   | C     | Gaetano Fontana      |
| 8  | Italia (bandiera)   | C     | Michele Fini         |
| 9  | Italia (bandiera)   | A     | Michele Paolucci     |
| 10 | Italia (bandiera)   | C     | Daniele Galloppa     |
| 11 | Croazia (bandiera)  | A     | Saša Bjelanović      |
| 12 | Italia (bandiera)   | P     | Daniele Capriotti    |
| 13 | Italia (bandiera)   | D     | Lorenzo Pasqualini   |
| 14 | Albania (bandiera)  | C     | Ervin Skela          |
| 14 | Italia (bandiera)   | C     | Luigi Di Biagio      |
| 15 | Lettonia (bandiera) | A     | Edgars Gauračs       |
| 16 | Italia (bandiera)   | C     | Domenico Giampà      |
| 17 | Italia (bandiera)   | C     | Stefano Guberti      |
| 18 | Italia (bandiera)   | C     | Simone Pesce         |

| N. |                         | Ruolo | Calciatore                |
| -- | ----------------------- | ----- | ------------------------- |
| 19 | Italia (bandiera)       | P     | Alessandro Boccolini      |
| 20 | Italia (bandiera)       | C     | Giampietro Perrulli       |
| 21 | Russia (bandiera)       | C     | Viktor Boudianski         |
| 22 | Italia (bandiera)       | D     | Gaetano Vastola           |
| 23 | Italia (bandiera)       | D     | Riccardo Corallo          |
| 24 | Italia (bandiera)       | A     | Marco Delvecchio          |
| 25 | Italia (bandiera)       | C     | Massimo Bonanni           |
| 26 | Italia (bandiera)       | C     | Ivano Della Morte         |
| 27 | Italia (bandiera)       | C     | Paolo Zanetti             |
| 28 | Italia (bandiera)       | D     | Salvatore Bocchetti       |
| 31 | Italia (bandiera)       | D     | Paolo Foglio              |
| 32 | Romania (bandiera)      | D     | Valentin Năstase          |
| 33 | Grecia (bandiera)       | P     | Dimitrios Eleftheropoulos |
| 41 | Italia (bandiera)       | C     | Fabio Pecchia             |
| 77 | RD del Congo (bandiera) | C     | Olivier N'Siabamfumu      |
| 79 | Italia (bandiera)       | D     | Matteo Melara             |
| 81 | Italia (bandiera)       | D     | Giuseppe Bellusci         |
| 84 | Camerun (bandiera)      | C     | Thomas Job                |
| 89 | Italia (bandiera)       | C     | Davide Raffaello          |
| 99 | Italia (bandiera)       | A     | Andrea Soncin             |
|    | Italia (bandiera)       | C     | Alessandro Polinesi       |

## Risultati

### Serie A

#### Girone di andata
| Arbitro: | Bergonzi (Genova) |

|                               |           |                |
| Zampagna 31’ Ventola 36’, 43’ | Marcatori | 60’ Bjelanovic |

| Arbitro: | Banti (Livorno) |

|              |           |            |
| Perrulli 88’ | Marcatori | 62’ Riganò |

| Arbitro: | Dondarini (Finale Emilia) |

|                 |           |  |
| Jankulovski 67’ | Marcatori |  |

| Arbitro: | Mazzoleni |

|                   |           |                   |
| M. Delvecchio 16’ | Marcatori | 65’ G. Delvecchio |

| Udine 1º ottobre 2006, ore 15:00 5ª giornata | Udinese           | 0 – 0 referto | Ascoli | Stadio Friuli\| Arbitro: \| Herberg (Messina) \| |
| Arbitro:                                     | Herberg (Messina) |               |        |                                                  |

| Arbitro: | Brighi (Cesena) |

|  |           |                                   |
|  | Marcatori | 24’ Danilevicius 63’ A. Filippini |

| Arbitro: | Lops (Torino) |

|           |           |  |
| Budan 11’ | Marcatori |  |

| Arbitro: | Rocchi (Firenze) |

|                       |           |                                  |
| Totti 50’ Mexes 90+1’ | Marcatori | 22’ M. Delvecchio 64’ Bjelanovic |

| Arbitro: | Palanca (Roma) |

|  |           |            |
|  | Marcatori | 86’ Codrea |

| Arbitro: | Banti (Livorno) |

|                                  |           |  |
| J. Zanetti 41’ Cudini 53’ (aut.) | Marcatori |  |

| Arbitro: | Dondarini (Finale Emilia) |

|  |           |          |
|  | Marcatori | 7’ Buscé |

| Arbitro: | Mazzoleni (Bergamo) |

|                |           |            |
| 87’ Bjelanovic | Marcatori | 45+2’ Toni |

| Arbitro: | Paparesta (Bari) |

|                                  |           |                  |
| Belleri 8’ Pandev 25’ Foggia 84’ | Marcatori | 16’ (aut.) Mauri |

| Arbitro: | Pieri (Lucca) |

|                     |           |                         |
| Bjelanovic 11’, 39’ | Marcatori | 53’ Stovini 79’ Spinesi |

| Arbitro: | Messina (Bergamo) |

|                              |           |              |
| A. Lucarelli 29’ Amoruso 78’ | Marcatori | 84’ Pecorari |

| Arbitro: | Trefoloni (Siena) |

|  |           |                          |
|  | Marcatori | 59’ (rig.), 90+1’ Rosina |

| Arbitro: | Gava (Conegliano) |

|                                                         |           |  |
| Bresciano 15’ Corini 53’ Gio. Tedesco 84’ Capuano 90+2’ | Marcatori |  |

| Arbitro: | De Marco (Chiavari) |

|                                    |           |  |
| M. Paolucci 8’ Bjelanovic 13’, 36’ | Marcatori |  |

| Arbitro: | Rizzoli (Bologna) |

|                  |           |  |
| Suazo 15’ (rig.) | Marcatori |  |

#### Girone di ritorno
| Arbitro: | Farina (Novi Ligure) |

|                 |           |                                   |
| M. Paolucci 72’ | Marcatori | 51’ Zampagna 84’ Adriano 86’ Doni |

| Arbitro: | Tagliavento (Terni) |

|                   |           |                     |
| Parisi 77’ (rig.) | Marcatori | 90’, 90+4’ Paolucci |

| Arbitro: | Ayroldi (Molfetta) |

|                                  |           |                                                    |
| Di Biagio 32’ (rig.) Guberti 41’ | Marcatori | 3’, 26’ Gilardino 24’ (rig.), 35’ Kakà 75’ Seedorf |

| Arbitro: | Bertini (Arezzo) |

|                                |           |  |
| Maggio 48’ D. Franceschini 75’ | Marcatori |  |

| Arbitro: | De Marco (Chiavari) |

|                 |           |                          |
| Soncin 58’, 69’ | Marcatori | 36’ Iaquinta 41’ Barreto |

| Livorno 25 febbraio 2007, ore 15:00 25ª giornata | Livorno                     | 0 – 0 referto | Ascoli | Stadio Armando Picchi\| Arbitro: \| Girardi (San Donà di Piave) \| |
| Arbitro:                                         | Girardi (San Donà di Piave) |               |        |                                                                    |

| Ascoli Piceno 28 febbraio 2007, ore 15:00 26ª giornata | Ascoli           | 0 – 0 referto | Parma | Stadio Cino e Lillo Del Duca\| Arbitro: \| Paparesta (Bari) \| |
| Arbitro:                                               | Paparesta (Bari) |               |       |                                                                |

| Arbitro: | Saccani (Mantova) |

|            |           |                 |
| Soncin 31’ | Marcatori | 85’ Wilhelmsson |

| Arbitro: | Rocchi (Firenze) |

|  |           |                     |
|  | Marcatori | 22’ (aut.) Bertotto |

| Arbitro: | Rosetti (Torino) |

|                      |           |                      |
| Bonanni 90+3’ (rig.) | Marcatori | 65’, 73’ Ibrahimović |

| Arbitro: | Tagliavento (Terni) |

|                                        |           |            |
| Pozzi 44’, 74’ Saudati 53’ (rig.), 71’ | Marcatori | 50’ Soncin |

| Arbitro: | De Marco (Chiavari) |

|                                                    |           |  |
| Reginaldo 5’ Montolivo 45+1’ Toni 56’ Kroldrup 70’ | Marcatori |  |

| Arbitro: | Brighi (Cesena) |

|                                 |           |                        |
| Soncin 70’ Di Biagio 76’ (rig.) | Marcatori | 73’ Rocchi 84’ Jimenez |

| Arbitro: | Messina (Bergamo) |

|                                            |           |                                         |
| Mascara 21’ Caserta 69’ Spinesi 75’ (rig.) | Marcatori | 36’ Boudianski 49’ Perrulli 52’ Zanetti |

| Arbitro: | Rocchi (Firenze) |

|                      |           |                             |
| Fini 52’ Bonanni 82’ | Marcatori | 14’ Foggia 24’, 32’ Amoruso |

| Arbitro: | Farina (Novi Ligure) |

|            |           |  |
| Rosina 18’ | Marcatori |  |

| Arbitro: | Mazzoleni (Bergamo) |

|                                     |           |                            |
| Boudianski 25’, 61’ M. Paolucci 47’ | Marcatori | 10’ Simplicio 30’ Matusiak |

| Arbitro: | Palanca (Roma) |

|               |           |  |
| Marcolini 44’ | Marcatori |  |

| Arbitro: | Herberg (Messina) |

|                            |           |             |
| Soncin 17’ M. Paolucci 78’ | Marcatori | 12’ Mancosu |

### Coppa Italia
| Arbitro: | Gava (Conegliano) |

|  |           |                                                                         |
|  | Marcatori | 18’ Foglio 35’ Bjelanovic 55’ Giampà 72’, 83’ Paolucci 75’ (aut.) Pezzi |

| Arbitro: | Gianluca Rocchi |

|         |           |  |
| Piá 95’ | Marcatori |  |